# Aliens from Planet Earth
Aliens from Planet Earth – drugi album studyjny polskiej grupy instrumentalnej Light Coorporation, wydany w 2012 roku.

## Powstanie
Zachęceni pozytywnym przyjęciem swojego debiutanckiego albumu, muzycy Light Coorporation już w kilka miesięcy od wydania Rare Dialect postanowili nagrać jego następcę. Za cel postawili sobie stworzenie płyty nieco innej, wypełnionej muzyką jak najbardziej obrazową i dającą możliwość nieskrępowanej pracy twórczej.
Na miejsce powstania nowego materiału członkowie grupy wybrali szczyt zapewniającej szczególne warunki akustyczne wieży ciśnień, będącej siedzibą Galerii Centrum Kultury i Sztuki "Wieża Ciśnień" w Koninie. Sesję poprzedziły kilkutygodniowe przygotowania, w trakcie których instrumentaliści wspólnie grali i nagrywali, by następnie odsłuchiwać zarejestrowane utwory i dalej je udoskonalać, a w rezultacie jak najlepiej dopasować do wnętrza wieży. Zależało im, aby w pełni wyzyskać przestrzeń tego miejsca i unikalne rozchodzenie się w nim dźwięków.
Z pomocą ekipy studia Vintage Records Light Coorporation zorganizowało na szczycie wieży profesjonalną salę nagraniową, m.in. odpowiednio rozmieszczając mikrofony, z których większość zbierała dźwięk z wnętrza sali, a jeden został wystawiony na zewnątrz, poza okno, tak by rejestrować odgłosy naturalnie powstające w okolicy. Stąd właśnie na samej płycie znalazły się tak nieoczekiwane dźwięki, jak poszum wiatru, szelest drzew, śpiew ptaków czy dudnienie przejeżdżającego nieopodal pociągu.
Oprócz instrumentarium i sprzętu nagraniowego w sali ustawiono dwa rzutniki projekcyjne, na których wyświetlano filmy z kaset wideo i multimedia, które zmontował artysta Tomasz Lietzau.
Cała sesja nagraniowa Aliens from Planet Earth trwała półtorej godziny, z czego na CD trafił materiał nie przekraczający sześćdziesiąt trzy minuty. Aczkolwiek poszczególne kompozycje zostały w całości lub we fragmentach wykoncypowane wcześniej, to na nowo zagrano, zinterpretowano i wyimprowizowano je w samej wieży. W jej wnętrzu, licząc przygotowania poprzedzające sesję i następujące po niej złożenie i wyniesienie sprzętu, zespół spędził blisko dobę.
Co niespotykane, podczas właściwej, wieczornej sesji nagraniowej w sali znajdowali się zaproszeni widzowie i zaprzyjaźnieni artyści, w sumie – oprócz muzyków i obsługi technicznej – dwadzieścia osób.
Całe wydarzenie sfilmowano trzema kamerami. Zmontowany materiał zobaczyć można w wersji Aliens from Planet Earth zapisanej w formacie DVD, która ukazała się nieco później niż płyta kompaktowa.
Miksowaniem i masteringiem muzyki powstałej w wieży ciśnień zajął się właściciel Vintage Records Szymon Swoboda, a produkcją – Mariusz Sobański.

## Oprawa graficzna
Oprawę graficzną przygotował Tomasz Lietzau, który namalował do muzyki zarejestrowanej w wieży ciśnień serię obrazów o wymiarach 80 x 80 cm. Ozdobiły one materiały promujące Aliens from Planet Earth, jak również okładkę samej płyty i wnętrze dołączonej do niej książeczki, zarówno w wersji CD, jak i DVD. We wkładkach znalazły się namalowane portrety każdego z muzyków. Reprodukcje prac Lietzaua pokryły także dyski obu wersji Aliens from Planet Earth. Krążki te zostały wykonane jako tzw.  picture disc.

## Realizacja
Album ukazał się 20 czerwca 2012 roku. Jego wydawcą była, podobnie jak uprzednio debiutu Light Cooporation, prestiżowa wytwórnia płytowa RēR Megacorp z Londynu. Dystrybucją ponownie zajęła się polska niezależna firma dystrybucyjna i wydawnicza "ARS"2 Henryka Palczewskiego. W około miesiąc po ogłoszeniu CD ukazała się wersja DVD Aliens from Planet Earth.

## Recepcja
Album zebrał pozytywne recenzje na całym świecie, otrzymując od recenzentów bardzo wysokie noty. Zauważając, że materiał zgromadzony na Aliens from Planet Earth wymyka się wszelkim upraszczającym go kategoryzacjom, dodając, że nie jest łatwy w odbiorze i może stanowić pewne wyzwanie dla potencjalnego słuchacza, krytycy jednocześnie podkreślali, iż w swoim odbieganiu od przyjętych schematów, przekraczaniu wytyczonych przez poprzedników granic i pobudzającym wyobraźnię tzw. "malowaniu dźwiękiem" muzycy uprawiają rock progresywny par excellence, w istocie tworząc prawdziwą sztukę.
Adam Baruch, założyciel wytwórni Jazzis Records, napisał w swojej recenzji, że na drugiej płycie Light Coorporation "muzyka sama w sobie jest nieco odmienna od tego, co mogliśmy usłyszeć na debiucie, a to pokazuje, że grupa nie usiłuje wynaleźć łatwej do powielania formuły, lecz wciąż poszukuje, co stanowi zapewne istotę każdej prawdziwej sztuki". W efekcie powstała muzyka "nowatorska" i    "zabójczo sugestywna", którą Baruch określił jako ambient improvised music ("improwizowaną muzykę otoczenia"), w której „dźwięki stają się równie ważne, jak nuty w muzyce tradycyjnej”.
Reprezentujący Progressora Olav Martin Bjørnsen wspomniał, że kompozycje na płycie to "z wolna rozwijające się konstrukcje", w których nacisk położony został na wykreowanie odpowiedniego nastroju i wytworzenie specyficznej atmosfery, cały wywód zwieńczył zaś konstatacją, że  Aliens from Planet Earth to "album z natury raczej introspektywny", mogący dotrzeć do "względnie ograniczonej liczby odbiorców", którzy jednak "w pełni docenią" jego walory.
Andrzej Janda stwierdził w recenzji opublikowanej na łamach magazynu "Lizard", że muzyka zawarta na Aliens from Planet Earth to "ani rozwinięcie, ani powtórka tego, co się działo na pierwszym krążku formacji", gdyż "nowy album przynosi minimalistyczne szkice, w których barwa wysuwa się na zdecydowane prowadzenie przed melodią, harmonią czy rytmem", w wyniku czego instrumentaliści "kreują własny muzyczny świat" i "to właśnie w ich eksperymentach słychać prawdziwą progresję – na pewno nie najłatwiejszą w odbiorze, ale z czasem wciągającą i intrygującą".
Krzysztof Niweliński z ArtRock.pl zapisał w tekście poświęconym Aliens from Planet Earth, iż muzykom Light Coorporation "udało się stworzyć dzieło jedyne w swoim rodzaju, liryczne, intensywne, pełne swobody i sugestywności, przy tym nie wolne od szorstkości i utrzymywanej w ryzach gwałtowności, a nawet brutalności, takie, które może i nie znajdzie szerokiego uznania i wielkiego poklasku, ale mimo to lepiej oprze się od gros współczesnych sobie, „głośnych” nagrań upływowi czasu, stanowiąc również po latach inspirację dla innych i zachętę do zapytywania o istotę prawdziwej sztuki i sens uprawiania takiej, a nie innej muzyki".

## Lista utworów
Opracowano na podstawie materiału źródłowego.
| Nr | Tytuł utworu                                  | Muzyka                           | Długość |
| -- | --------------------------------------------- | -------------------------------- | ------- |
| 1. | „The Song of the Merbau Tree”                 | Sobański                         | 3:10    |
| 2. | „Surrounding Us the Pulse of Depths”          | Sobański/Rogoża/Waśkiewicz/Krauz | 6:47    |
| 3. | „The Rainbow Hunter”                          | Sobański                         | 3:09    |
| 4. | „The World of Cobweb Fabric”                  | Sobański/Rogoża/Waśkiewicz/Krauz | 5:44    |
| 5. | „Third Level of Dream”                        | Sobański/Rogoża/Waśkiewicz/Krauz | 9:49    |
| 6. | „Man Inside the Great Fish”                   | Sobański/Rogoża/Waśkiewicz/Krauz | 11:55   |
| 7. | „Time (Everything is Chasing After the Wind)” | Sobański/Rogoża/Waśkiewicz/Krauz | 10:21   |
| 8. | „Aquarium of the Universe”                    | Sobański/Rogoża/Waśkiewicz/Krauz | 8:01    |
| 9. | „Untitled Hidden Track”                       | -                                | 4:03    |
|    |                                               |                                  | 1:02:59 |

## Twórcy
Muzycy:
- Mariusz Sobański – gitary, wiolonczela barytonowa
- Paweł Rogoża – saksofon tenorowy, kaossilator pro
- Robert Bielak – skrzypce
- Krzysztof Waśkiewicz – gitara basowa, magnetofon analogowy
- Miłosz Krauz – perkusja, instrumenty perkusyjne

Produkcja:
- Mariusz Sobański – produkcja
- Szymon Swoboda – miksowanie, mastering
- Tomasz Lietzau - okładka, oprawa graficzna

## Sprzęt
Opracowano na podstawie materiału źródłowego.
Gitara, wiolonczela barytonowa, saksofon tenorowy:
- Shure SM57.

Gitara basowa:
- AKG D25.

Perkusja i instrument perkusyjne:
- Sennheiser MD 441 – werbel.
- Sennheiser MD 421 – tomy.
- AKG D12 oraz Shure Beta52 – stopa.
- Para sE 4400 – overheady.

Mikrofony:
- Para RØDE NT-2A.
- Za oknem: Electro Voice RE27.

Mikser:
- Soundcraft 600.

Preamp:
- Universal Audio LA-610.

Sprzęt użyty do masteringu i miksów płyty:
Miks:
- Mikser: AMEK Hendrix.
- Korektory: Pultec.
- Kompresor: UREI 1176LN; Radioman Compressor/Limiter.
- Equalizer: Arsenal Audio R24.

Mastering:
- Universal Audio Precision Equalizer.
- Equalizer: CharterOak PEQ1.
- Kompresor: Charter Oak SCL-1 Discrete Compressor Limiter.
- Monitory: Dynaudio Craft.